# BYD K7
De BYD K7U is een elektrische autobus van het Chinese fabrikant BYD (Build Your Dreams). 
Deze versie van de K7 werd op 19 oktober 2017 geïntroduceerd op Busworld en is geschikt voor vervoer op streeklijnen.

## Inzet
In Nederland werd de bus van 22 juli 2018 tot half 2024 ingezet door Connexxion in de concessie Noord-Holland Noord. Hierbij werden 21 bussen besteld, die vooral ingezet werden op de streeklijnen. Sinds 9 juni 2021 rijdt Keolis (sinds 11 december 2022 EBS) met 13 van deze bussen in IJssel-Vecht. In China komt de bus onder andere voor in de stad Shanwei, waar 300 bussen in dienst worden gesteld gedurende de periode 2017-2019.
| Bedrijf    | Type      | Aantal    | Status          | Series    | Inzet                                 | Opmerkingen | Foto      |
| Nederland  | Nederland | Nederland | Nederland       | Nederland | Nederland                             | Nederland | Nederland |
| ---------- | --------- | --------- | --------------- | --------- | ------------------------------------- | --- | --------- |
| Connexxion | K7U       | 21        | Deels in dienst | 7550-7570 | Noord-Holland Noord, Haarlem-IJmond   | Oorspronkelijk ingezet in Noord-Holland Noord. 7565-7568 en 7570 rijden in Haarlem-IJmond. 7551, 7553, 7556, 7561, 7562, 7569 naar Qbuzz als 1075-1077 en 6146-6148. |           |
| EBS        | K7U       | 13        | In dienst       | 2401-2413 | IJssel-Vecht, Zaanstreek-Waterland    | Overgenomen van Keolis |           |
| Keolis     | K7U       | 13        | Naar EBS        | 2401-2413 | IJssel-Vecht                          | |           |
| Qbuzz      | K7U       | 3         | In dienst       | 1075-1077 | Friesland                             | Ex-Connexxion 7556, 7561, 7569 |           |
| Qbuzz      | K7U       | 3         | In dienst       | 6146-6148 | Drechtsteden, Molenlanden & Gorinchem | Ex-Connexxion 7551, 7553, 7562 |           |